# Euchrysops cuprescens
Euchrysops cuprescens är en fjärilsart som beskrevs av Sharpe 1898. Euchrysops cuprescens ingår i släktet Euchrysops och familjen juvelvingar. Inga underarter finns listade i Catalogue of Life.